# Baltasar Marradas

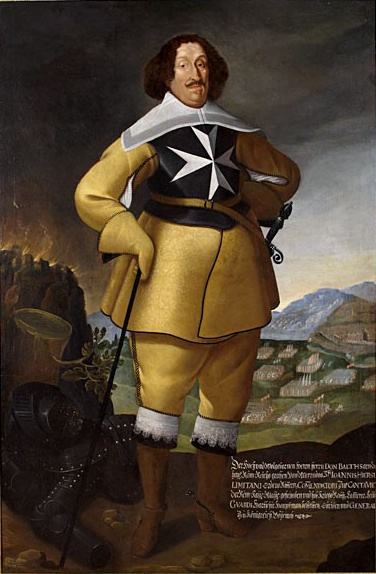
Baltasar Marradas.

Don Baltazar de Marradas et Vique, född den 28 november 1560 i Valencia, död den 12 augusti 1638 i Prag, var en spansk greve och general i kejserlig tjänst.
Marradas kom vid unga år som johanniterriddare till kejsarhovet i Wien och var vid Trettioåriga krigets utbrott kavalleriöverste. Han stred 1618 under Buquoy mot Thurns böhmiska här och blev 1619 "generalvaktmästare" över alla kejsarens spanska hjälptrupper. Som sådan deltog han i striderna i Böhmen 1619-22, överhopades av Ferdinand II med ynnestbevis och förläningar, blev 1621 general av kavalleriet och deltog 1623-24 i fälttåget mot Gábor Bethlen. Då kejsaren 1625 uppsatte en ny armé under Wallenstein, kände sig Marradas förbigången och hyste alltsedan dess agg till sin yngre krigskamrat. Han deltog emellertid som fältmarskalk under Wallenstein i 1626 års fälttåg mot Mansfeld och utnämndes 1627 till generallöjtnant utan att dock tas i anspråk av Wallenstein, som uttryckte sin uppskattning av Marradas fältherregåvor med orden: "Don Baltazar är en god caballero, men sakerna är för höga för honom". Efter Gustav Adolfs seger vid Breitenfeld 1631 sändes Marradas i oktober att försvara Böhmen mot sachsarna, men visade därvid endast prov på oduglighet som självständig befälhavare. Han avlöstes efter några månader av Wallenstein och sändes av denne att skydda Schlesien och Lausitz mot sachsarna under Arnim. Mot denne led han idel motgångar, bland annat vid Ohlau (7 september 1632), och Wallenstein genomdrev då hans återkallande. Marradas vistades sedan mest i Wien, där han 1634 arbetade på Wallensteins störtande och fick sin andel i bytet. "Hofgunst snarare än krigarduglighet torde ha skaffat honom de ansvarsfulla befälsposter han innehaft", heter det i Nordisk familjebok.